# Liminkajärvi
Liminkajärvi är en sjö i Pajala kommun i Norrbotten och ingår i Kalixälvens huvudavrinningsområde. Sjön har en area på 1,01 kvadratkilometer och ligger 159,9 meter över havet. Sjön avvattnas av vattendraget Liminkajoki (Limingån).

## Delavrinningsområde
Liminkajärvi ingår i det delavrinningsområde (741719-181324) som SMHI kallar för Utloppet av Liminkajärvi. Medelhöjden är 172 meter över havet och ytan är 4,11 kvadratkilometer. Räknas de 2 avrinningsområdena uppströms in blir den ackumulerade arean 49,36 kvadratkilometer. Liminkajoki (Limingån) som avvattnar avrinningsområdet har biflödesordning 2, vilket innebär att vattnet flödar genom totalt 2 vattendrag innan det når havet efter 144 kilometer. Avrinningsområdet består mestadels av skog (58 procent) och sankmarker (10 procent). Avrinningsområdet har 1,01 kvadratkilometer vattenytor vilket ger det en sjöprocent på 24,5 procent.